# Lygropia leucocepsalis
Lygropia leucocepsalis là một loài bướm đêm trong họ Crambidae.